# Équipe de France féminine de rugby à XIII
L'équipe de France de rugby à XIII, surnommée les « Bleues  » ou les « Tricolores », est l'équipe qui représente la France dans les principales compétitions internationales du rugby à XIII. Elle regroupe les meilleures joueuses françaises sous l'égide de la Fédération française de rugby à XIII. 
Lors de ses premières années d'existence, l'équipe de France féminine a du mal à se développer: elle n'est pas toujours prise en compte dans les priorités de la fédération et elle ne dispose pas de moyens financiers importants. 
Au début des années 2020, elle est composée de joueuses amateures qui disputent l'Élite 1 et l'Élite 2 françaises. 
Néanmoins, elle est qualifiée pour disputer la  coupe du monde en 2022.

## Histoire

### Premières années
Le match entre une sélection française et Halifax à Charléty en lever de rideau de la finale du championnat Élite Toulouse / St Estève le 20 mai 2000 sert de détonateur, notamment pour la création d'une équipe nationale. En effet, au-delà de la victoire sans appel des Françaises par 40 à 0. Un point important étant que le match est disputé à treize contre treize et « à plaquer ». Dès lors, les « filles  » se tournent résolument vers la pratique codifiée du Rugby à XIII.
L'année 2008 voit la première participation à la Coupe du Monde de l'Équipe de France Féminine en Australie à Kawana (100 km au nord de Brisbane). Elles finissent 6e avec une seule victoire face aux Tonga.
La composition de l'équipe est alors la suivante : Sélectionneur : Olivier Janzac, joueuses : Sandrine Lloria, Alice Varéla, Jennifer Boukehili, Mélany Cagnac, Elise Labrunie, Audrey Pene, Dorine Bruzy, Virginie Calvo, Angélique Tomico, Laurianne Guigue, Jessica Verret, Kassous Fatiha, Ludivine Miorin, Hélene Coucoureux, Sonia Zaghdoudi, Sonia Dagassan, Audrey Le Net, Nabila Zaghdoudi, Sonia Ben Choug, Houita Ben Choug, Delphine Lacoste, Ambre Decarnin, Sophie Bardy, Encadrement : Jacques Guigues (directeur), Gilles Azam (logistique), Cécile Seghairia (préparateur physique). Indépendant : Dominique Lacoste (Media)

### Une participation en pointillés en Coupe du monde?
Si la France a participé à la coupe du monde de 2013, force est de constater que son absence en 2017 a été remarquée. Celle-ci a quelque peu surpris la presse anglaise « treiziste »  qui indique que la FFR XIII avait un délai , comme les autres, pour manifester son intérêt pour la compétition, mais elle n'en a rien fait, laissant passer le délai sans donner plus d'explications. Cependant la nouvelle équipe dirigeante a indiqué le souhait de la France de participer à la Coupe du monde de 2021. La participation à la coupe du monde 2013 avait d'ailleurs été problématique, la FFR XIII demandant aux joueuses de payer elles-mêmes leurs frais de déplacement.

### Quelques test-matchs significatifs
Dans les années 2010, le nombre de test-matchs disputés par l'équipe de France augmente graduellement. 
Le 24 février 2018,  l'équipe de France féminine , dont Audrey Zitter  est la  responsable technique, rencontre l'Italie  à Toulon,  au complexe Léo-Lagrange. Elle bat alors l'Italie 12 à 4. 
En 2019, l'équipe de France dispute un test-match contre l'équipe de Turquie : elle bat ainsi les Turques sur le score de 54 à 4 à Istanbul. 

### 2021: une préparation pour la coupe du monde?
Après un moment de flottement, il semble que la Fédération française de rugby à XIII accorde une importance certaine à l'équipe nationale. 
Trois stages de préparation sont ainsi prévus, un groupe de vingt-quatre joueuses est formé au mois de juin 2021.  
Néanmoins, les joueuses sont sans compétition nationale pour cause de Covid-19  et aucun test-match ne semble prévu.   

## Personnalités et joueuses notables
On peut compter la capitaine de l'équipe de France en 2020, Alice Varela qui évolue à Toulouse Ovalie.
On peut également citer les joueuses Lauréane Biville et Cristina Song-Puche , qui ont la particularité d'avoir joué dans des clubs de l'hémisphère sud.
Sans compter Elisa Ciria, qui non seulement est une joueuse mais qui commente aussi les matchs de rugby à XIII sur Vià Occitanie. 

### Effectif actuel de l'équipe de France
Les joueuses présentes ci-dessous sont les joueuses qui sont convoquées pour la Coupe du monde 2022.
| Nom                 | Date de naissance | Sélections (Pts marqués) | Club                      | Première sélection |
| ------------------- | ----------------- | ------------------------ | ------------------------- | ------------------ |
| Élisa Akpa          | 19 octobre 1991   | ? (?)                    | Saint-Estève XIII catalan |                    |
| Gaëlle Alvernhe     | 3 décembre 1991   | ? (?)                    | Lescure-Arthès            |                    |
| Jeanne Bernard      | 10 juillet 1988   | ? (?)                    | Lescure-Arthès            |                    |
| Leïla Bessahli      | 8 mars 1997       | ? (?)                    | Saint-Estève XIII catalan |                    |
| Mélanie Bianchini   | 1er décembre 1996 | ? (?)                    | Saint-Estève XIII catalan |                    |
| Lauréane Biville    | 21 mai 1999       | ? (?)                    | Lescure-Arthès            |                    |
| Maïlys Borak        | 12 janvier 2004   | ? (?)                    | Saint-Estève XIII catalan |                    |
| Margot Canal        | 23 septembre 1999 | ? (?)                    | Saint-Estève XIII catalan |                    |
| Élisa Ciria         | 11 novembre 1987  | ? (?)                    | Lescure-Arthès            |                    |
| Anaïs Fourcroy      | 10 octobre 1993   | ? (?)                    | Saint-Estève XIII catalan |                    |
| Cloé Guillerot      | 4 décembre 1997   | ? (?)                    | Lescure-Arthès            |                    |
| Tallis Kuresa       | 2 janvier 1995    | ? (?)                    | Bègles-Bordeaux           |                    |
| Cyndia Mansard      | 25 mars 1986      | ? (?)                    | Toulouse Ovalie           |                    |
| Sarah Menaa         | 3 février 2004    | ? (?)                    | Saint-Estève XIII catalan |                    |
| Lise Michel         | 8 janvier 2002    | ? (?)                    | Ayguesvives               |                    |
| Perinne Monsarrat   | 5 février 1999    | ? (?)                    | Lescure-Arthès            |                    |
| Élodie Pacull       | 15 octobre 1991   | ? (?)                    | Saint-Estève XIII catalan |                    |
| Zoé Pastre-Courtine | 13 novembre 2000  | ? (?)                    | Saint-Estève XIII catalan |                    |
| Fanny Ramos         | 7 février 1995    | ? (?)                    | Saint-Estève XIII catalan |                    |
| Dorinne Samarra     | 13 janvier 1996   | ? (?)                    | Lescure-Arthès            |                    |
| Manon Samarra       | 6 mai 1992        | ? (?)                    | Lescure-Arthès            |                    |
| Cristina Song-Puche | 25 octobre 1989   | ? (?)                    | Saint-Estève XIII catalan |                    |
| Louisa Tooman       | 7 janvier 2003    | ? (?)                    | Lescure-Arthès            |                    |
| Alice Varela        | 26 janvier 1988   | ? (?)                    | Toulouse Ovalie           |                    |

## Palmarès

### Parcours dans les compétitions internationales

#### Coupe du monde
| Année | Position     |      | Année            | Position |   | Année | Position |
| 2000  | Non inscrite | 2013 | Demi-finale (4e) | 2025     |   |       |          |
| 2003  | Non inscrite | 2017 | Non inscrite     |          |   |       |          |
| 2008  | 1er tour     | 2021 | 1er tour         | -        | - |       |          |